# Salvador Sadurní
Salvador Sadurní Urpí (*  3. April 1941 in L’Arboç del Penedès, Tarragona) ist ein ehemaliger spanischer Fußballtorhüter.

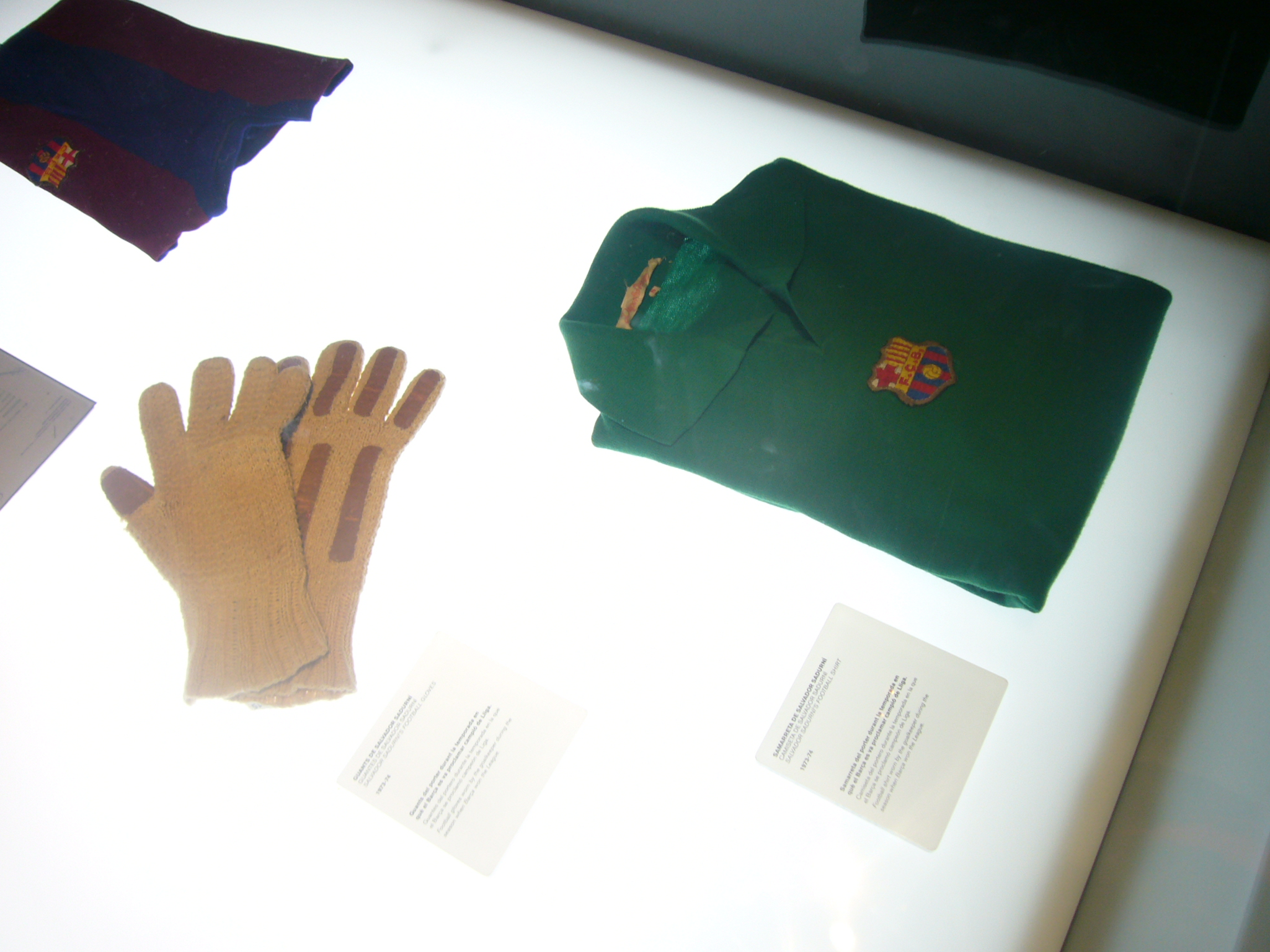
Ausrüstung von Salvador Sadurní im Museum des FC Barcelona

Er spielte von 1961 bis 1976 beim FC Barcelona, wo er der Nachfolger von Antoni Ramallets war. Mit Barça gewann er einmal die spanische Meisterschaft und erhielt dreimal die Trofeo Zamora für den Keeper mit den wenigsten Gegentoren.
Für die spanische Nationalmannschaft bestritt er von 1963 bis 1969 zehn Spiele und war bei der WM 1962 als Reservetorhüter mit dabei.

## Erfolge
- Spanische Meisterschaft: 1974
- Spanischer Pokal: 1963, 1968, 1971
- Messepokal: 1966
- Trofeo Zamora: 1969, 1974, 1975
- Teilnahme an einer WM: 1962 (kein Einsatz)